# Бетта
Бетта — хутор в Краснодарском крае. Входит в состав Пшадского сельского округа муниципального образования город-курорт Геленджик.

## География
Хутор Бетта расположен у побережья Чёрного моря, в устье одноимённой реки Бетта. Расположен в 18 км к югу от центра сельского округа — Пшады и в 48 км к юго-востоку от города Геленджик.
Граничит с землями населённых пунктов: Криница на западе и Архипо-Осиповка на востоке. Однако из-за того, что хутор является конечной станцией автодороги, прямой автомобильной дороги до Архипо-Осиповки не имеется и из Бетты туда можно попасть лишь через Пшаду или пешком вдоль побережья и через горы.
Рельеф местности горно-холмистый с множеством ущелий и сильной пересечённостью местности. Средние высоты на территории хутора составляют около 45 метров над уровнем моря. В окрестностях населённого пункта наивысшей точкой является гора Арарат (350 м), расположенная к северо-востоку от хутора. У западной окраины населённого пункта расположен мыс Чуговкопас.
Со всех сторон к хутору по склонам гор подступают сосновые леса состоящие преимущественно из крымской и пицундской сосны, а также многочисленные кизиловые рощи, заросли скумпии, вечнозелёного кипариса, туи, держидерева, можжевельника, ели, акации, жасмина, магнолии и др.
Пляж в Бетте преимущественно галечный. Длина его центральной части составляет около 300 метров.
Кроме ущелья реки Бетта, в окрестностях хутора имеются несколько меньших по размерам речек, которые из-за узких ущелий именуются Щелями — Дробинская Щель, Левая Щель, Правая Щель и т. д.
Климат переходный от умеренно тёплого к субтропическому, с чертами средиземноморского — с мягкой зимой и тёплым летом. Среднегодовая температура воздуха составляет около +13,0°С, при средней температуре июля около +23,5°С и января около +3,0°С. Температура воды в купальный сезон составляет +22…+29°С. Среднегодовое количество осадков составляет около 1000 мм. В зимнее время здесь фактически не ощущается бора, который временами тревожит Новороссийск и Геленджик.

## Этимология
В основе топонима лежит адыгское слово бэтэ, что в переводе означает — «горбатый» или «много горбинок». По другой версии в названии топонима возможно лежит адыгская родовая фамилия — Бете.
После депортации аборигенного адыгского населения, греки, поселившиеся здесь в конце XIX века, преобразовали название местности в удобную для себя форму — Бетта.

## История

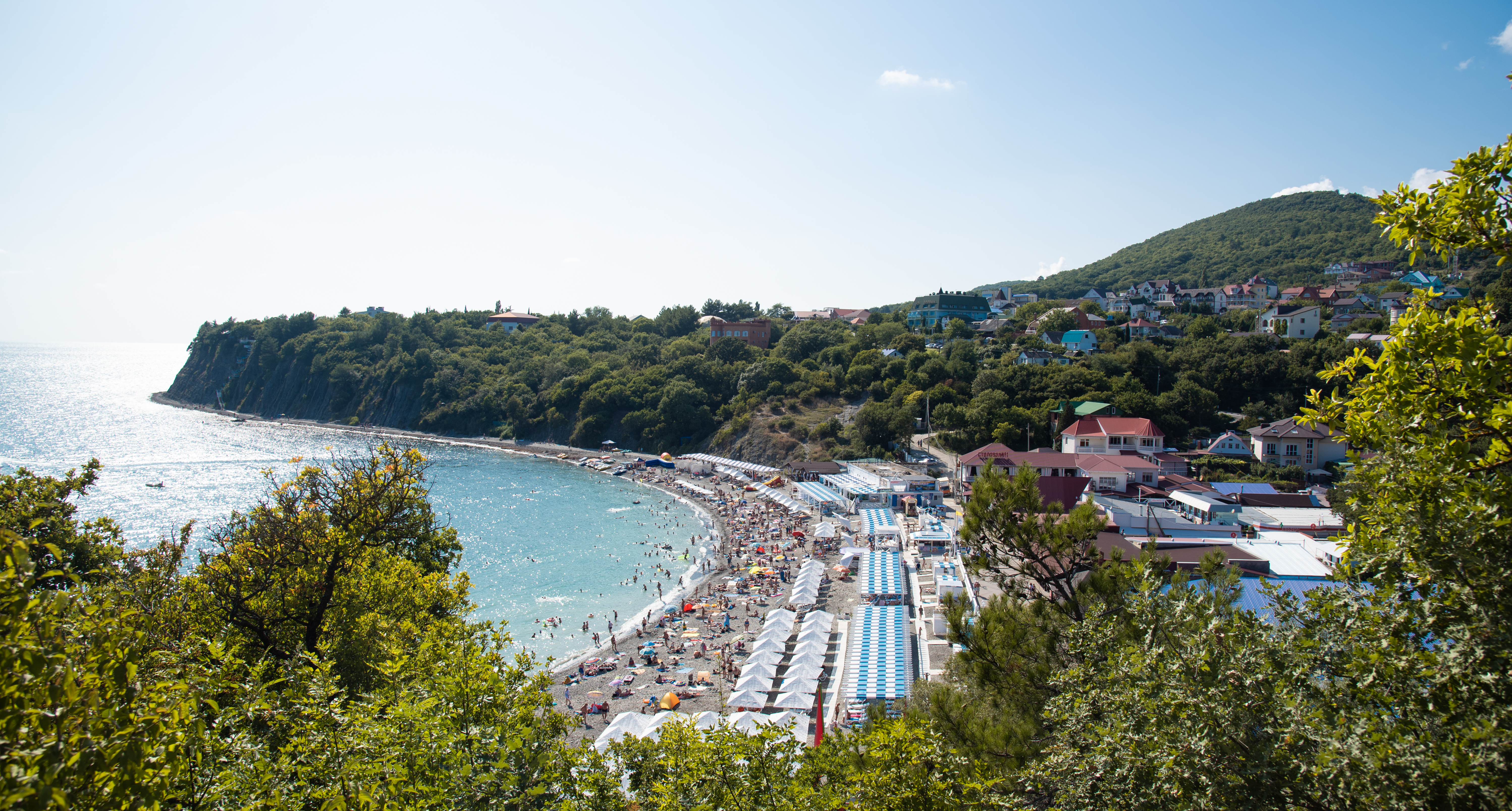
Вид на Бетту со смотровой площадки (2019)

В 1895 году в восьми верстах от селения Береговая, на казённых землях Министерства Государственных имуществ, а именно на оброчной статье Бета организовалась крестьянская община (артель) русских переселенцев: из четырёх семей Орловской губернии, одной Киевской губернии, трёх из Курской губернии, одной семьи Черниговской губернии и трёх Черноморской губернии. Эти семьи переселенцев, как годовые арендаторы заняли местность под названием «Широкая щель». По свидетельствам полицейских чинов Геленджика и местной прессы конца XIX века, основали Бетту беспаспортные горнорабочие, прибывшие на юг из центральных и южных губерний России в надежде найти в этих местах случайный заработок.
1 октября 1900 года просуществовавшая пять лет артель разделилась на отдельные семьи. Благодаря частной помощи, переселенцы начали строиться. Общественный дом был предназначен при образовании посёлка под школу.
В 1900-е года каждая семья была наделена Министерством Земледелия и Государственного Имущества земельными участками по 13,08 га. От Бетты до Криницы было нарезано десять культурных участков, на которых начиналось строительство. Тогда же осуществлялось строительство дороги до Криницы.
На 1917 год посёлок Бетта находился в составе Новороссийского округа Черноморской губернии. На 26 января 1923 года хутор Бетта входил в состав Геленджикского района Черноморского округа.
В 1937—1943 годах хутор Бетта находился в составе Берегового сельского Совета Геленджикского района Краснодарского края. В 1955 году хутор Бетта передан в состав Пшадского сельского Совета Геленджикского района Краснодарского края. На 1 сентября 1964 года хутор Бетта входил в Пшадский сельский Совет Туапсинского района Краснодарского края. В 1968—1988 годах хутор Бетта находился в составе Пшадского сельского Совета Геленджикского горсовета Краснодарского края.
С 10 марта 2004 года хутор Бетта находится в составе Пшадского сельского округа муниципального образования город-курорт Геленджик Краснодарского края.

## Население
| 2002 | 2010 |
| ---- | ---- |
| 723  | ↗796 |

## Улицы
| Аграрная   |
| Андрианди  |
| Дачная     |
| Еропкина   |
| Знаменской |

| Калистратовой |
| Лесная        |
| Мира          |
| Первомайская  |
| Подгорная     |

| Приморский бульвар |
| Рязанцева проезд   |
| Садовая            |
| Сычугова           |
| Школьная           |

## Комментарии
1. ↑  >нетипичная версия средиземноморского климата с более холодной зимой и более влажным летом[2]